# Norman Armour

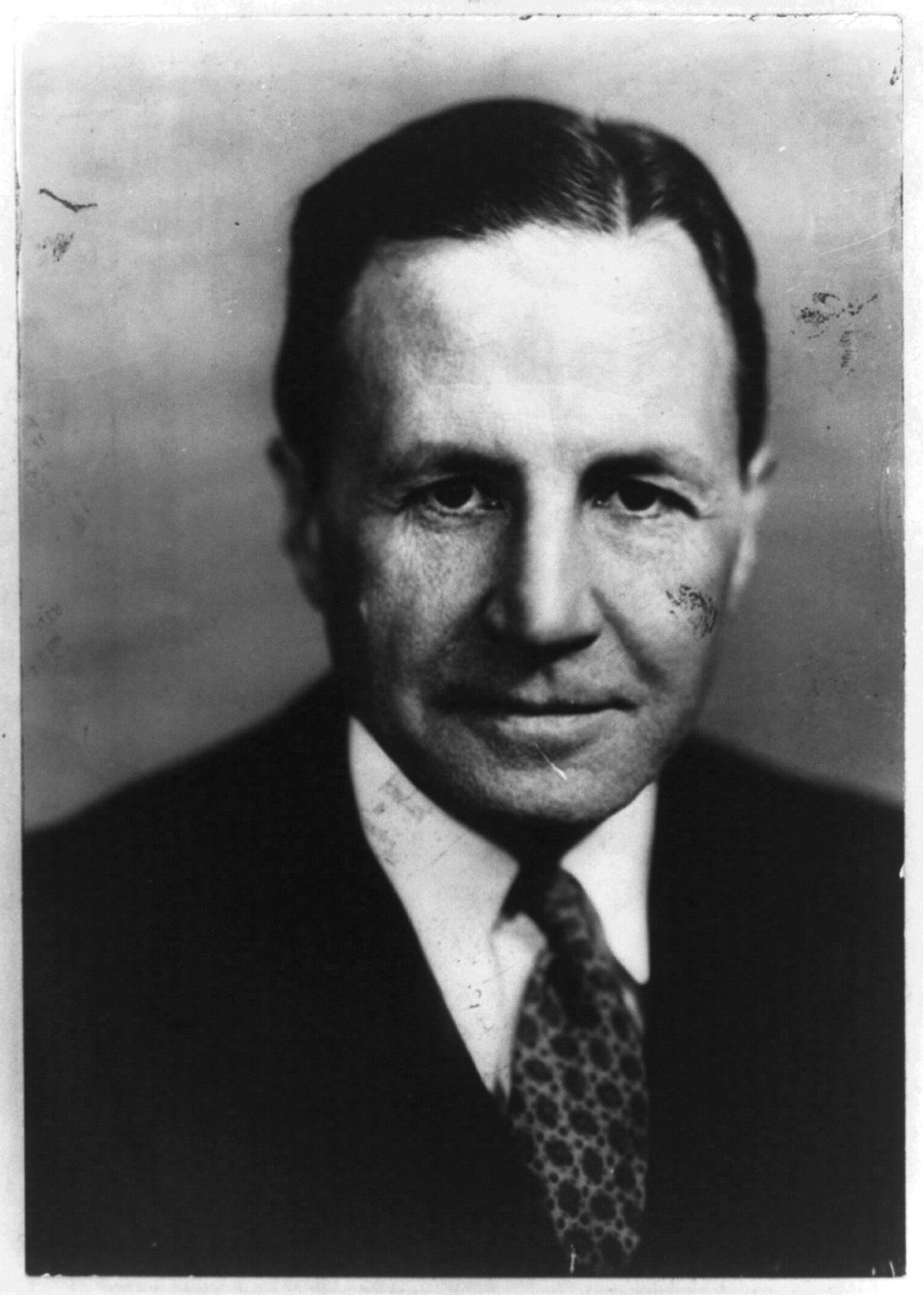
Norman Armour

Norman Armour (* 4. Oktober 1887 in Brighton, Sussex, England; † 27. September 1982) war ein US-amerikanischer Diplomat, der unter anderem zwischen 1938 und 1939 Botschafter der Vereinigten Staaten in Chile, von 1939 bis 1944 Botschafter in Argentinien, 1945 Botschafter in Spanien sowie zwischen 1947 und 1948 im US-Außenministerium der erste und einzige Leiter der Unterabteilung Politische Angelegenheiten (Assistant Secretary of State for Political Affairs) war. Er fungierte ferner von 1950 bis 1951 als Botschafter in Venezuela und war einer von fünf pensionierten Diplomaten, die 1954 einen öffentlichen Brief mitunterzeichneten, in dem sie gegen die antikommunistischen Angriffe des republikanischen US-Senators Joseph „Joe“ McCarthy auf den Auswärtigen Dienst protestierten. 1954 kehrte er aus dem Ruhestand zurück und war bis 1955 für einige Monate Botschafter in Guatemala.

## Leben

### Studien, Eintritt in den diplomatischen Dienst und Gesandter
Norman Armour war das älteste von fünf Kindern von George Allison Armour (1856–1936) und dessen Ehefrau Harriet Cobb Foote Armour (1859–1924) sowie ein Enkel des aus Schottland stammenden Unternehmers und Philanthropen George Armour (1812–1881). Seine jüngere Schwester Barbara Armour Lowrie (1889–1981) war seit 1918 mit dem Theologen und Schriftsteller Walter Lowrie (1868–1959) verheiratet, der insbesondere die Werke von Søren Kierkegaard studierte und übersetzte. Er selbst absolvierte ein Studium an der Princeton University, welches er 1909 beendete. Ein postgraduales Studium der Rechtswissenschaften an der Harvard Law School, der juristischen Fakultät der Harvard University, schloss er 1913 ab. 1915 trat er als Foreign Service Officer in den diplomatischen Dienst des Außenministeriums ein und fand in den folgenden Jahren zahlreiche Verwendungen im Ministerium sowie an Auslandsvertretungen in Belgien, den Niederlanden, Uruguay, Italien, Japan und Frankreich.
Am 25. Juli 1932 wurde Armour zum Gesandten der Vereinigten Staaten in Haiti ernannt und überreichte dort am 7. November 1933 als Nachfolger von Dana G. Munro seine Akkreditierung. Nachdem seine Ernennung zum 4. März 1933 auslief, verließ er den Posten. Allerdings wurde er am 17. März 1933 wieder zum Gesandten in Haiti ernannt und überreichte am 11. April 1933 sein neues Beglaubigungsschreiben. Er verblieb nunmehr bis zum 21. März 1935 in diesem Amt und wurde daraufhin von George A. Gordon abgelöst. Während seiner Tätigkeit in Haiti veranlasste er in den 1930er Jahren den Abzug der US Marines. Daraufhin erfolgte am 29. Mai 1935 seine Berufung zum Gesandten in Kanada, wo er am 7. August 1935 als Nachfolger von Warren Delano Robbins seine Akkreditierung übergab. Er bekleidete diese Funktion bis zum 15. Januar 1938, woraufhin Daniel C. Roper ihn ablöste.

### Botschafter undAssistant Secretary of State
Daraufhin wurde er am 17. Januar 1938 zum Botschafter der Vereinigten Staaten in Chile ernannt und überreichte dort als Nachfolger von Hoffman Philip am 21. April 1938 sein Beglaubigungsschreiben. Er hatte dieses Amt bis zum 10. Juni 1939 inne und wurde im Anschluss von Claude Gernade Bowers abgelöst. Er selbst wiederum wurde bereits am 18. Mai 1939 zum Botschafter in Argentinien berufen, wo er am 19. Juni 1939 als Nachfolger von Alexander W. Weddell seine Akkreditierung übergab. Er verblieb auf diesem Posten bis zum 29. Juni 1944, woraufhin Spruille Braden zu seinem Nachfolger ernannt wurde. Danach wurde er am 15. Dezember 1944 zum Botschafter in Spanien ernannt und übergab dort als Nachfolger von Carlton J. H. Hayes am 24. März 1945 seine Akkreditierung. Den Posten des Botschafters bekleidete er allerdings nur wenige Monate bis zum 1. Dezember 1945, woraufhin Philip Bonsal als kommissarischer Geschäftsträger (Chargé d’Affaires ad interim) die Botschaft leitete.
Nach seiner Rückkehr wurde Norman Armour im US-Außenministerium zum Leiter der neu geschaffenen Unterabteilung Politische Angelegenheiten (Assistant Secretary of State for Political Affairs) ernannt. Er übernahm diesen Posten offiziell am 1. Juli 1947 und bekleidete diesen bis zum 15. Juli 1948. Das Außenministerium richtete 1947 durch Verwaltungsmaßnahmen die Position eines Leiters der Unterabteilung für politische Angelegenheiten im Range eines Assistant Secretary of State ein, der die vier geografischen Büros des Außenministeriums beaufsichtigen sollte. Der Amtsinhaber übernahm damit die Aufgaben, die zuvor die Leiter der Unterabteilungen für europäische, fernöstliche, nahöstliche und afrikanische Angelegenheiten und der Leiter der Unterabteilung für Angelegenheiten der amerikanischen Republik ausgeübt hatten. Nach dem Ende der Amtszeit von Armour am 15. Juli 1948 wurde die Position nicht wieder besetzt, sondern ein Jahr später 1949 abgeschafft, als das Ministerium nach einem Gesetz des Kongresses vom 26. Mai 1949, das die Zahl der Assistant Secretaries of State von sechs auf zehn erhöhte, für diese Stelle wieder separate geografische Büros für Europäische Angelegenheiten, Fernöstliche Angelegenheiten und Angelegenheiten des Nahen Ostens, Südasiens und Afrikas einrichtete. Auch das zuvor abgeschaffte Büro für Angelegenheiten der amerikanischen Republik (Bureau of American Republic Affairs) wurde wieder hergestellt, das jeweils von einem Assistant Secretary of State geleitet wurde. Am 20. September 1950 erfolgte seine Berufung zum Botschafter in Venezuela, wo er am 7. Dezember 1950 als Nachfolger von Walter J. Donnelly sein Beglaubigungsschreiben überreichte. Er hatte diese Funktion bis zum 2. Oktober 1951 inne und wurde danach von Fletcher Warren abgelöst.
1954 war er einer von fünf pensionierten Diplomaten, die einen öffentlichen Brief mitunterzeichneten, in dem sie gegen die antikommunistischen Angriffe des republikanischen US-Senators Joseph „Joe“ McCarthy auf den Auswärtigen Dienst protestierten. Kurz darauf wurde er aus dem Ruhestand zurückberufen und am 15. September 1954 zum Botschafter in Guatemala ernannt, wo er am 18. Oktober 1954 als Nachfolger von John Emil Peurifoy seine Akkreditierung übergab. Nach seiner Bestätigung durch den US-Senat am 3. Dezember 1954 bekleidete er dieses Amt bis zum 9. Mai 1955 und wurde danach von Edward J. Sparks abgelöst.
Norman Armour, der sich auch im Council on Foreign Relations (CFR) engagierte, war seit dem 2. Februar 1919 mit der aus Russland stammenden Prinzessin Myra Koudashev Armour (1895–1990) verheiratet. Aus dieser Ehe ging der gleichnamige Sohn Norman Armour, Jr. (1910–1978) hervor. Nach seinem Tode wurde er auf dem Friedhof in Princeton beigesetzt.

## Veröffentlichung
- Estados Unidos de América, Mitautor Alberto Sayán Vidaurre, Buenos Aires 1944